# László Paskai

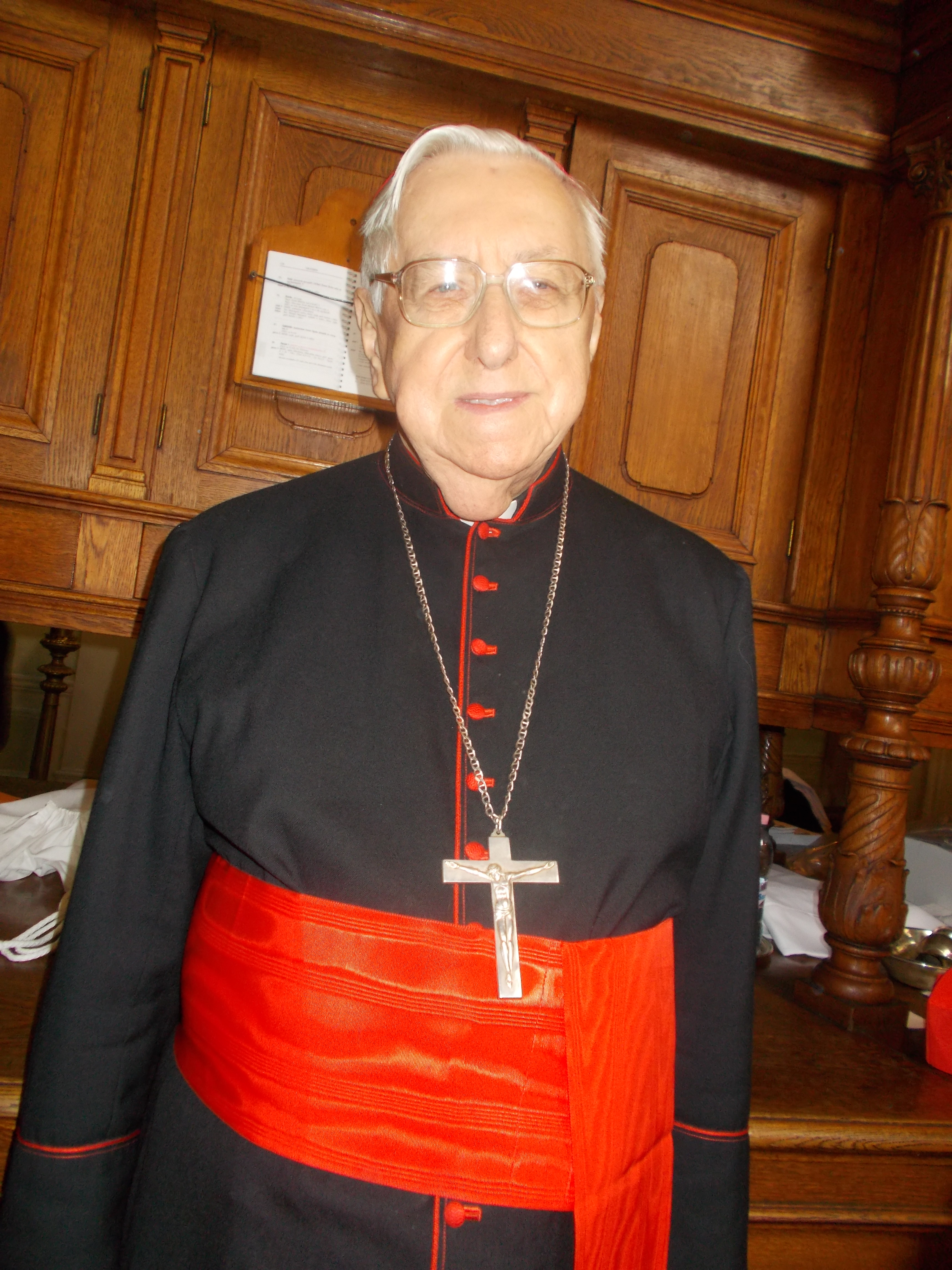
László Kardinal Paskai (2013)

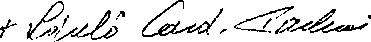
Signatur des Kardinals

Kardinalswappen

László Pacifik Kardinal Paskai OFM (* 8. Mai 1927 in Szeged; † 17. August 2015 in Esztergom) war ein ungarischer Geistlicher und Erzbischof von Esztergom-Budapest.

## Leben
László Paskai wurde als Sohn von aus dem Judentum zum Christentum konvertierten Eltern, die später Holocaustopfer wurden, geboren. Nach seiner Schulzeit trat er in den Franziskanerorden ein und studierte Katholische Theologie in Gyöngyös und am Priesterseminar von Budapest.
Am 3. März 1951 empfing er das Sakrament der Priesterweihe und arbeitete anschließend als Gemeindeseelsorger in der Diözese Nagyvárad. 1952 promovierte er an der Universität Budapest zum Doktor der Theologie und trat danach in seiner Heimatstadt Szeged die Stelle des Bischöflichen Zeremoniars an.
Von 1955 bis 1962 lehrte er als Professor für Theologie und Philosophie am Priesterseminar von Szeged und arbeitete als Bibliothekar. Von 1962 bis 1965 betreute er als Spiritual die Priesteramtskandidaten des Seminars von Szeged, von 1965 bis 1973 nahm er die gleiche Aufgabe am Priesterseminar von Budapest wahr, das er von 1973 bis 1978 als Rektor leitete.
Am 2. März 1978 ernannte ihn Papst Paul VI. zum Titularbischof von Bavagaliana und Apostolischen Administrator des Bistums Veszprém. Die Bischofsweihe empfing er am 5. April desselben Jahres durch den Erzbischof von Esztergom, László Kardinal Lékai. Mitkonsekratoren waren der Erzbischof von Eger, László Kádár OCist, und der Bischof von Székesfehérvár, Imre Kisberk. Ein Jahr darauf, am 31. März 1979, wurde László Paskai durch Papst Johannes Paul II. zum Bischof von Veszprém ernannt. Am 5. April 1982 ernannte ihn Papst Johannes Paul II. zum Koadjutorerzbischof des Erzbistums Kalocsa, am 3. März 1987 dann zum Erzbischof von Esztergom-Budapest. Von 1986 bis 1989 war László Paskai Präsident der ungarischen Bischofskonferenz.
Am 28. Juni 1988 wurde er als Kardinalpriester mit der Titelkirche Santa Teresa al Corso d’Italia in das Kardinalskollegium aufgenommen. Die Leitung des Erzbistums Esztergom-Budapest legte er am 7. Dezember 2002 aus Altersgründen nieder. Nach seinem Rücktritt wurde bekannt, dass László Paskai als Informeller Mitarbeiter für den Staatssicherheitsdienst Államvédelmi Hatóság gearbeitet hatte. Dazu sagte er lediglich, „es sei für alle gut gewesen, dass der Klerus mit der Staatsmacht gesprochen habe; das sei eben notwendig gewesen“.
Kardinal Paskai nahm am Konklave 2005 teil, das Benedikt XVI. zum Papst wählte. Am Konklave 2013 nahm der 85-jährige Kardinal nicht mehr teil, da er die Altersgrenze von 80 Jahren bereits überschritten hatte.
Er starb am 17. August 2015 in Esztergom im Alter von 88 Jahren.

## Orden
Kardinal Paskai OFM war erster Großprior der Ordensprovinz Ungarn des Ritterorden vom Heiligen Grab zu Jerusalem.
Er war auch Mitglied des „Lazarus-Ordens“ und von 2005 bis 2012 geistlicher Protektor des Ordens und Generalkaplan. Sein Nachfolger ist seit dem 21. September 2012 Kardinal Duka.